# Pałac w Gaworzycach
Pałac w Gaworzycach (niem. Schloss Quaritz) –  zabytkowy pałac w Gaworzycach – wsi w Polsce, w województwie dolnośląskim, w powiecie polkowickim, w gminie Gaworzyce.

## Historia
Pierwotnie manierystyczny dwór  wybudowany początku XVII w. przez Wenzla von Zedlitza. W latach 1715–1721 przebudowany na barokowy pałac przez Georga Caspara von Tschammera (zm. 1749), żonatego z Marią von Bünau (1676-1729); następnie w 1858 na późnoklasycystyczny przez Augusta von Tschammera (1801–1875), żonatego w 1834 z Teresą von Wackerbarth  genannt von Bomsdorff (1816–1880). Od frontu ryzalit zwieńczony frontonem (tympanonem) z kartuszem zawierającym herby budowniczego i jego żony von: Tschammer oraz Wackerbarth von Bomsdorff.
Obiekt jest częścią zespołu pałacowego, w skład którego wchodzą jeszcze: park i budynki folwarczne.

## Galeria

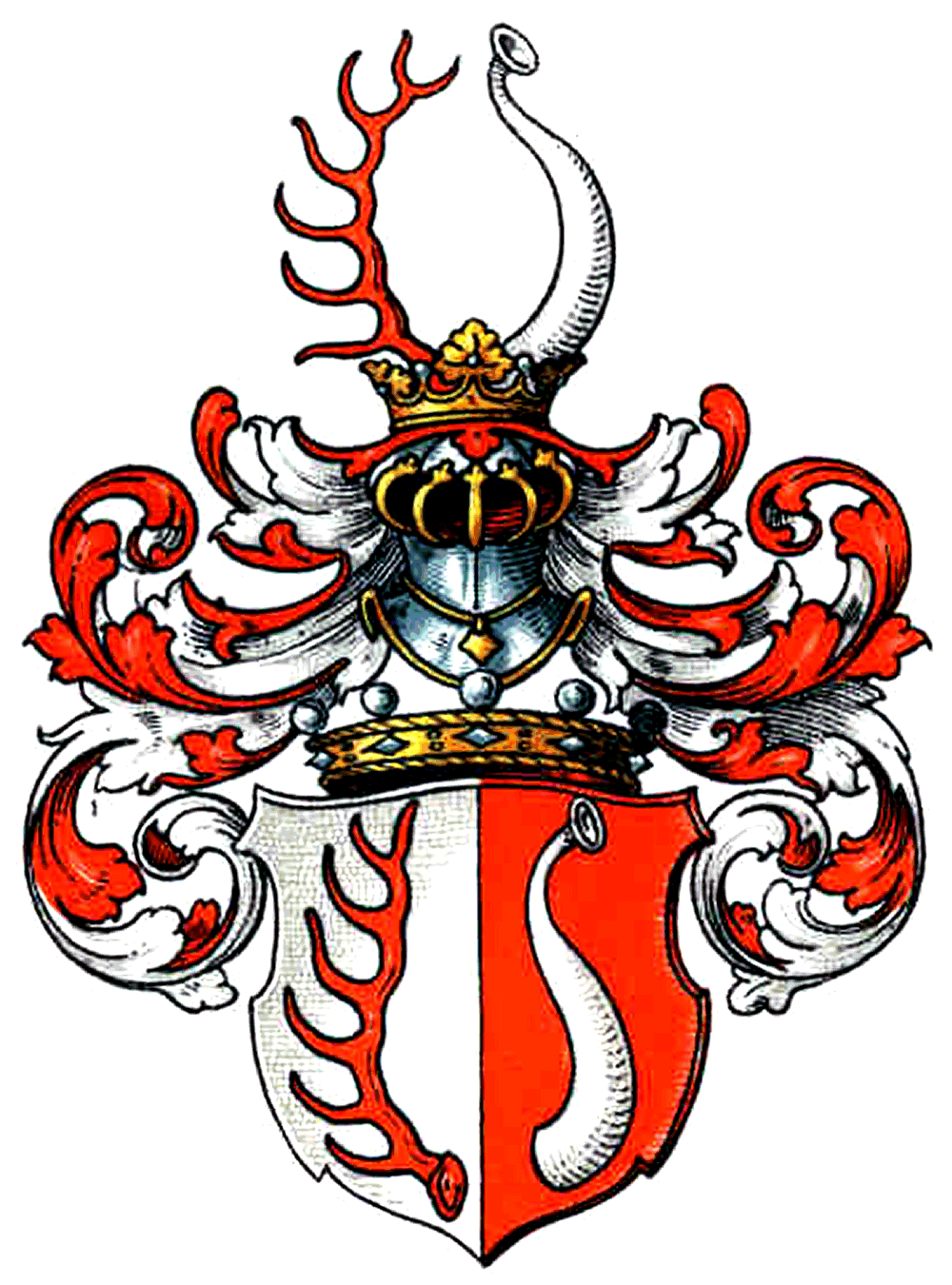
Herb von Tschammer
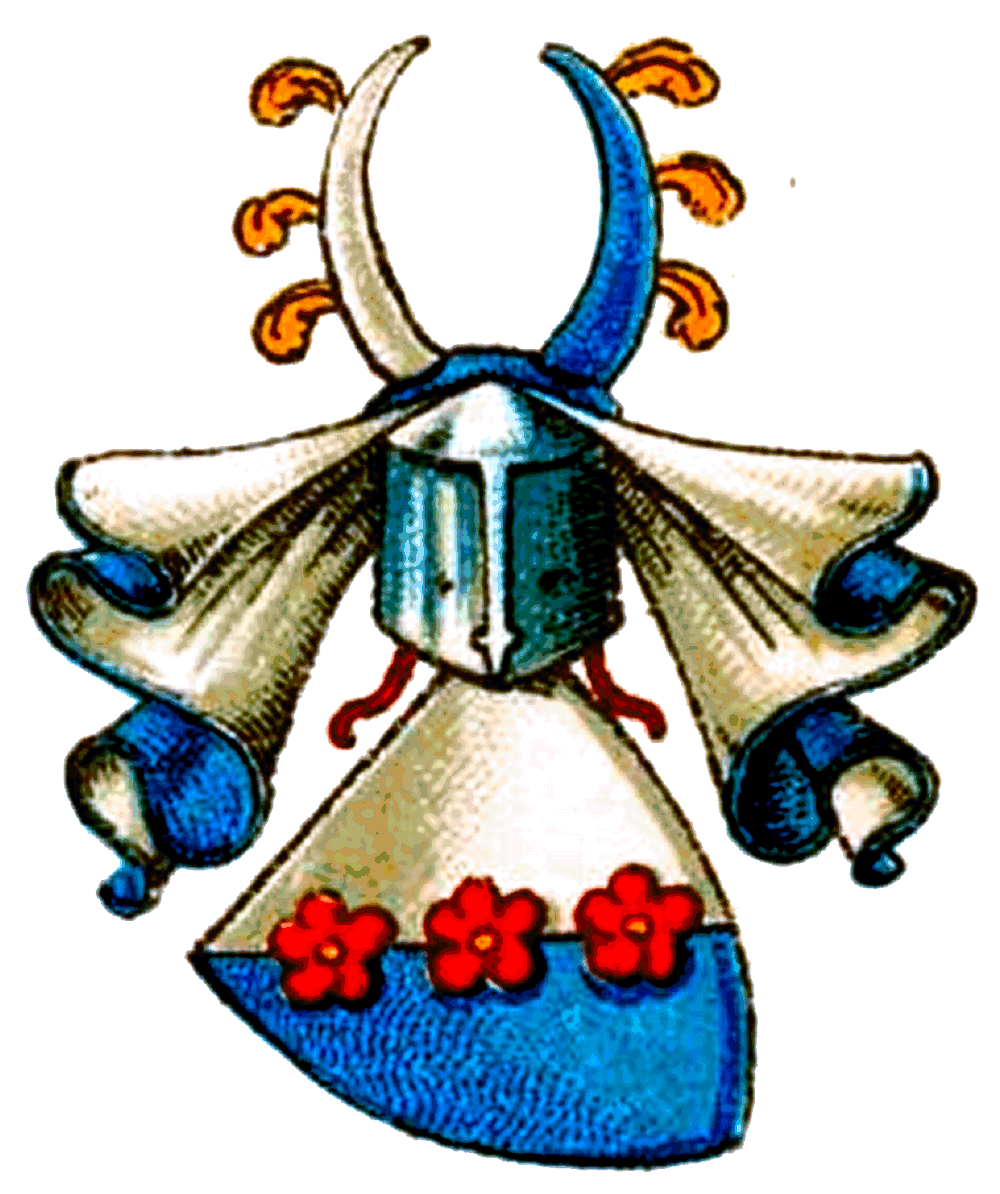
Herb von Bomsdorff (pole serca)
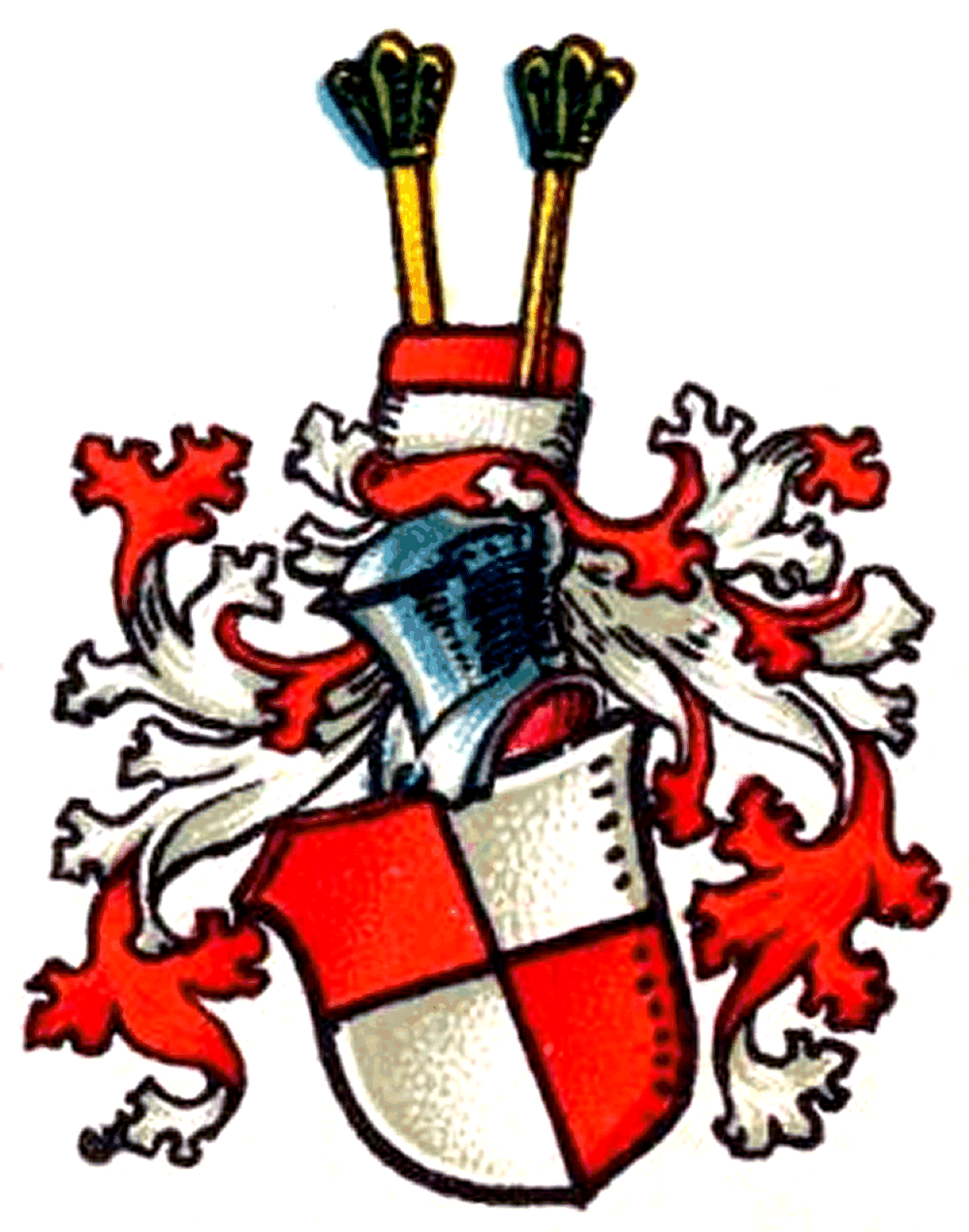
Herb von Wackerbarth
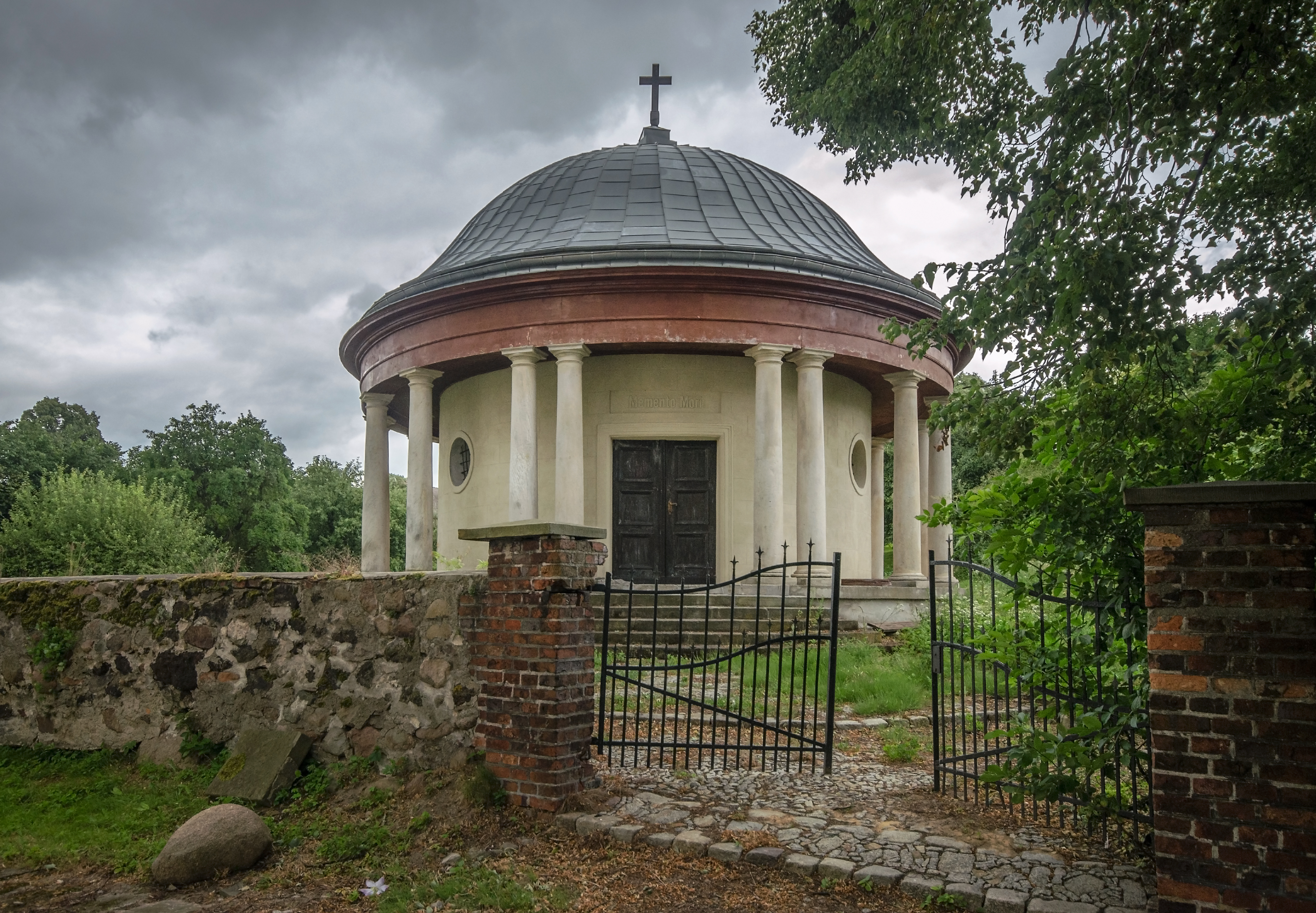
Mauzoleum rodziny Tschammer